# Беллуно
Беллуно (італ. Belluno, вен. Belun) — муніципалітет в Італії, у регіоні Венето, столиця провінції Беллуно.
Беллуно розташоване на відстані близько 480 км на північ від Риму, 80 км на північ від Венеції.
Населення — 35 703 особи (2014).
Щорічний фестиваль відбувається 11 листопада. Покровитель — святий Мартин.

## Демографія
Населення за роками:

Станом на 1 січня 2023 року в муніципалітеті офіційно проживало 2888 іноземців з 86 країн, серед них 620 громадян країн Євросоюзу та 474 громадяни України.

## Релігія
- Центр Беллуно-Фельтрівської діоцезії Католицької церкви.

## Сусідні муніципалітети
- Альпаго
- Лімана
- Лонгароне
- Понте-нелле-Алпі
- Седіко
- Соспіроло
- Вітторіо-Венето